# Inas Mohamed Gherib
Inas Mohamed Gherib (* 7. März 1988) ist eine ägyptische Leichtathletin, die im Weit- und Dreisprung an den Start geht.

## Sportliche Laufbahn
Erste internationale Erfahrungen sammelte Inas Mohamed Gherib im Jahr 2006, als sie bei den Arabischen Juniorenmeisterschaften in Kairo mit einer Weite von 12,53 m die Silbermedaille im Dreisprung gewann. Im Jahr darauf gewann sie bei den Arabischen Meisterschaften in Amman mit 12,54 m die Silbermedaille im Dreisprung hinter der Sudanesin Yamilé Aldama und belegte im Weitsprung mit 5,63 m den vierten Platz. Anschließend gewann sie bei den Juniorenafrikameisterschaften in Ouagadougou mit 12,32 m die Silbermedaille im Dreisprung und sicherte sich mit 5,89 m Bronze im Weitsprung. Im November gewann sie dann bei den Panarabischen Spielen in Kairo mit 5,93 m die Bronzemedaille im Weitsprung hinter der Marokkanerin Fatima Zahra Dkouk und Yamilé Aldama aus dem Sudan. Zudem belegte sie im Dreisprung mit 12,53 m den fünften Platz. 2008 gelangte sie bei den Afrikameisterschaften in Addis Abeba mit 5,94 m auf Rang neun im Weitsprung und im Jahr darauf gewann sie bei den Arabischen Meisterschaften in Damaskus mit 5,90 m die Silbermedaille hinter Aldama und klassierte sich im Dreisprung mit 12,72 m auf dem fünften Platz. 2011 startete sie dank einer Wildcard im Weitsprung bei den Weltmeisterschaften in Daegu und schied dort mit 5,48 m in der Qualifikationsrunde aus. Anschließend gewann sie bei den Arabischen Meisterschaften in al-Ain mit 12,92 m die Silbermedaille im Dreisprung hinter der Algerierin Baya Rahouli und im Weitsprung gewann sie mit 5,91 m die Bronzemedaille hinter der Algerierin Roumeissa Belabiod und Jamaa Chnaik aus Marokko. Daraufhin gewann sie bei den Panarabischen Spielen in Doha mit 6,03 m die Silbermedaille im Weitsprung hinter der Algerierin Roumeissa Belabiod und im Dreisprung musste sie sich mit 12,80 m nur Rahouli geschlagen geben. Zudem sicherte sie sich mit der ägyptischen 4-mal-100-Meter-Staffel in 48,87 s die Silbermedaille hinter dem marokkanischen Team. Im Jahr darauf belegte sie bei den Afrikameisterschaften in Porto-Novo mit 6,08 m den vierten Platz im Weitsprung und gelangte im Dreisprung mit 12,97 m auf Rang acht.
2013 gewann sie bei den Arabischen Meisterschaften in Doha mit 5,81 m die Bronzemedaille im Weitsprung hinter den Marokkanerinnen Yamina Hjaji und Jihad Bakhachi und im Dreisprung belegte sie mit 12,90 m den fünften Platz. In den folgenden Jahren bestritt sie keine oder wenige Wettkämpfe und trat erst 2023 bei den Arabischen Meisterschaften in Marrakesch wieder international in Erscheinung und gewann dort mit 5,85 m die Bronzemedaille hinter ihrer Landsfrau Esraa Owis und Yousra Lajdoud aus Marokko. Zudem belegte sie im Dreisprung mit 12,51 m den vierten Platz.
2016 wurde Mohamed Gherib ägyptische Meisterin im Weit- und Dreisprung.

## Persönliche Bestleistungen
- Weitsprung: 6,26 m (+0,7 m/s), 17. März 2022 in Maadi
- Dreisprung: 13,24 m, 6. Oktober 2016 in Kairo